# 第114独立親衛自動車化狙撃旅団 (ロシア陸軍)
第114独立親衛自動車化狙撃旅団（だい114どくりつしんえいじどうしゃかそげきりょだん、ロシア語: 114-я отдельная гвардейская мотострелковая бригада）は、ロシア陸軍の旅団。第51親衛諸兵科連合軍隷下。
国連難民高等弁務官事務所からは、部隊のドンバス住民に対する拉致・暴行・レイプの犯罪が報告されている。

## 概要

### ドンバス戦争

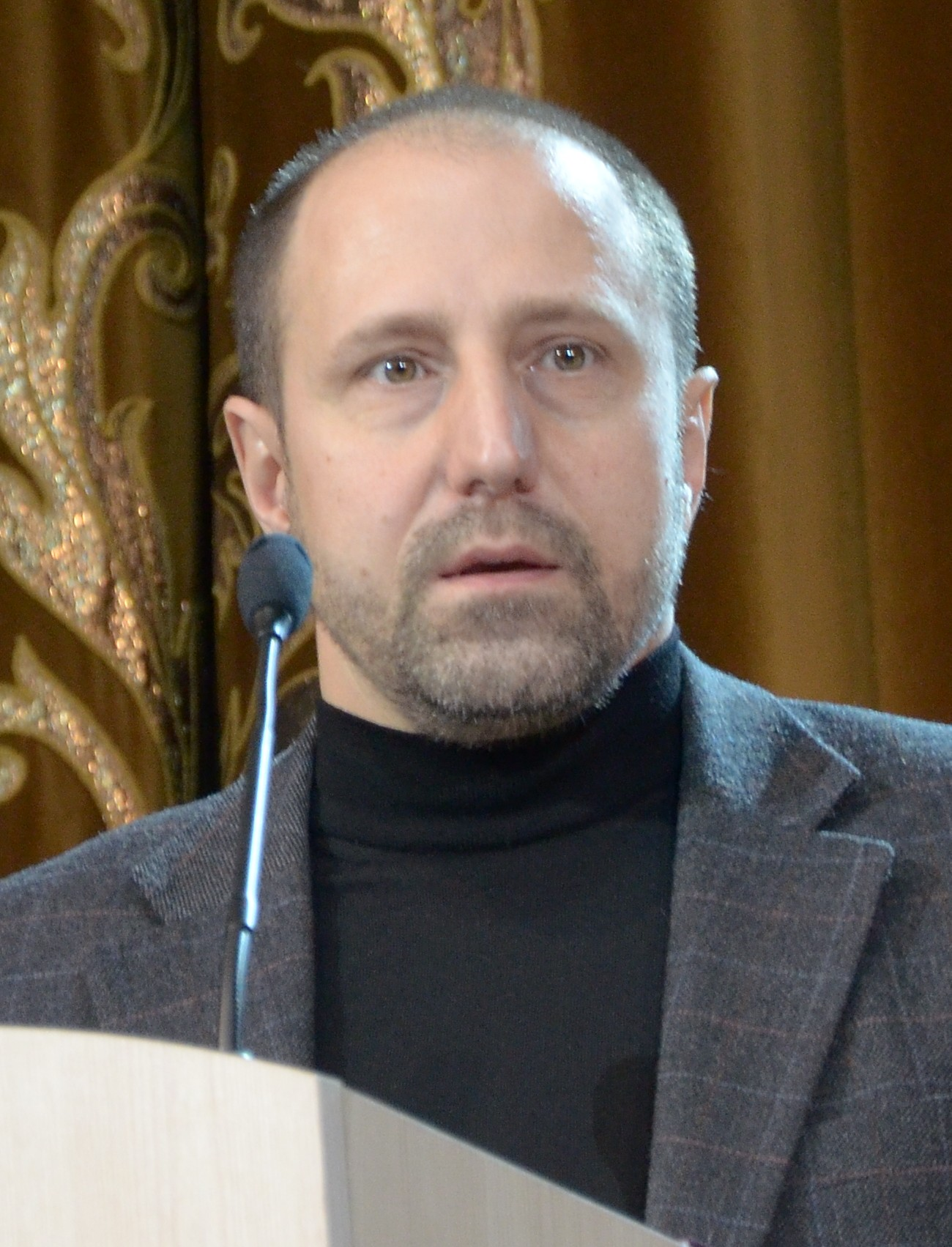
アレクサンドル・ホダコフスキー連隊長

2014年5月9日、ウクライナ保安庁アルファ部隊ドネツィク支部のアレクサンドル・ホダコフスキー隊長が裏切り、同支部を基幹にボストーク大隊として占領下のウクライナ・ドネツィク州（自称ドネツク人民共和国）で創設し、ドンバス戦争に投入された。
2015年、部隊増強に伴い、第11独立親衛自動車化狙撃連隊に改編された。
2016年12月、アレクサンドル・ホダコフスキー連隊長がこれまでに戦死者200人、戦傷者300人の損害を受けたと発表し、ドンバス戦争でドンバスの親ロシア派分離主義勢力が受けた損害の7割が第11連隊だと総括した。

### ロシアのウクライナ侵攻

#### 東部・南ドネツク戦線
ドンバス戦争で東部ドネツィク州ヴォルノヴァーハ地区に配備されていたため、2022年2月24日のロシアのウクライナ侵攻はそのまま開戦し、第3自動車化狙撃旅団、第100自動車化狙撃旅団、スパルタ大隊の救援で攻勢を開始し、3月にヴォルノヴァーハを占領した。
2022年12月、ロシアのドネツク人民共和国併合で正式にロシア陸軍に編入した。

#### 東部・アウディーイウカ戦線

第114独立親衛自動車化狙撃旅団旗

2022年12月、東部ドネツィク州ポクロウシクに再配置され、アウディーイウカ方面に展開した。
2023年1月、部隊増強に伴い、第114独立親衛自動車化狙撃旅団に改編された。
2023年6月に援軍の第3軍団隷下の第6自動車化狙撃師団、10月に増援の第2諸兵科連合軍、第8諸兵科連合軍、第41諸兵科連合軍と共に兵力4万で攻勢を開始した。第15自動車化狙撃旅団、第21自動車化狙撃旅団と共に攻勢を開始し、先鋒として大損害を受けたが長く膠着していた戦線の突破に貢献した。11月にロマン・トロホフ旅団長が戦死し、2024年2月に長期戦の末にアウディーイウカを占領したが、その代償として国旗掲揚役の団員を残して全滅したと推定された。

## 編制
- 旅団司令部（マキイフカ）
- 第1自動車化狙撃大隊
- 第2自動車化狙撃大隊
- 第3自動車化狙撃大隊
- 戦車大隊
- 旅団砲兵群
  - 本部中隊
  - 第1自走砲大隊
  - 第2自走砲大隊
  - ロケット砲大隊
  - 対戦車砲大隊
- 高射ミサイル大隊

- 偵察大隊
- 工兵大隊
- 通信大隊
- 兵站大隊
- 狙撃中隊
- 整備中隊
- 電子戦中隊
- NBC防護中隊
- 衛生中隊
- 無人機中隊